# Cal Misses
Cal Misses és una masia situada dins del terme municipal del Prat de Llobregat inclosa en l'Inventari del Patrimoni Arquitectònic de Catalunya.

## Particularitats
Es troba a la zona nord, al districte de la Ribera. Aquesta propietat, que formava part d'una altra de més gran, era dels germans Leodorigi i Josep Serra i Farreras, que havien comprat propietats desamortitzades. La casa va ser construïda a la primera meitat del segle xix segons està documentada a la Consueta Parroquial. Tot i que no se'n sap la data exacta de construcció, a la façana hi constava -fet amb rajoles- l'any "1886" que, segons els propietaris, era la data de restauració.
És una casa de planta rectangular, amb teulada a dos vessants i el carener perpendicular a la façana. Disposava - abans de la restauració dels anys 2003-2005 - de planta baixa, pis i golfes. Les golfes tenien una petita obertura practicable que servia per accedir a la teulada. La porta principal estava centrada a la façana i disposava, també, d'una porta més petita a l'esquerra de la principal, que conduïa a la quadra. Al pis hi ha un balcó i dues finestres, una a cada banda, que donaven a dos dormitoris. Als laterals i a la part del darrere de la casa hi ha diverses finestres, totes més aviat petites, a excepció d'una que era de considerables dimensions -donava a un menjador- i curiosament era d'arc de mig punt. En la darrera reforma s'ha obviat aquesta curiosa forma i ha estat transformada en rectangular. A més de la casa, hi havia dues construccions més destinades a ús agrícola (magatzem, corral, etc.)
Durant més d'un segle va ser habitada per diverses generacions de la família Portillo-Busquets, una branca de l'extensa família Portillo que provenia de la masia propera cal Monjo. Després de ser-ne masover, Baldiri Portillo Busquets i la seva esposa, Teresa Duran Roca, la van comprar el 1956. Fins aleshores la masia havia estat propietat d'una família barcelonina -de cognom Fontanills- que es va enriquir comerciant amb vaixelles de la "Cartuja de Sevilla". El lavabo de la planta pis era tot decorat amb rajoles de ceràmica de "la Cartuja" que tenien motius florals i animals de colors molt vistosos i d'una gran bellesa. La casa disposava de pou propi que l'abastia d'aigua fins que es va assecar cap a la dècada de 1970.
Té quinze mujades de terra de conreu en les quals s'hi cultivaven tota mena de productes de l'horta:coliflors, escaroles, enciams, escarxofes, pebrots, mongetes, tomàquets. També hi havia hagut gran quantitat d'arbres fruiters: presseguers, pereres, etc. El motiu que donava nom a la casa, Cal Misses, segons expliquen alguns familiars, vindria del fet que Jacint Busquets -el Cinto- (antic masover i avi del Baldiri Portillo), solia portar la família a missa amb la seva tartana cada diumenge, quan la gent li preguntava: "0n vas, Cinto?" ell sempre responia "a missa!"
Des de l'any 2001 la masia és propietat d'una família pratenca de constructors, que la van comprar i reformar de dalt a baix. L'han convertit en una casa d'estiueig de cap de setmana. Cal dir, però, que la reforma no ha estat gens reeixida i està lluny -el seu aspecte actual- del que sempre havia estat: una típica masia del Baix Llobregat.